# La huésped
La huésped (en inglés: The Host) es una novela romántica de ciencia ficción escrita por Stephenie Meyer. La novela presenta una raza de alienígenas llamados «almas», quienes invaden la tierra y se apoderan de los cuerpos de sus habitantes, como han hecho en otros planetas. El libro describe las tribulaciones de un «alma» cuando el cuerpo hospedado rehúsa cooperar con su invasor. La huésped fue publicado para el mercado norteamericano (en inglés) el 6 de mayo de 2008, sin embargo una versión internacional de la novela fue publicada el 2 de abril de 2008 en el Reino Unido, Irlanda, Indonesia, Filipinas, Australia y Hong Kong por la división editorial del Reino Unido. La versión en español fue publicada en abril de 2009.

## Antecedentes
La idea para La huésped se originó en un viaje de Phoenix a Salt Lake City. Meyer inventó historias para entretenerse, y ya tenía trazada media historia de La huésped en su cabeza cuando se dio cuenta de lo que había creado, notó que la historia había capturado su atención y que «había algo irresistible en la idea de tan intrincado triángulo».
Concebido originalmente como un proyecto secundario, La huésped, se volvió finalmente en una prioridad.
El personaje de Ian tenía un rol extremadamente pequeño inicialmente, de hecho, Meyer no tenía planes de un romance entre Ian y Wanda hasta que Jared «le tocó el nervio» e Ian «se rehusó a ser ignorado».
El título La huésped viene de la perspectiva del personaje principal, Wanderer (Wanda), porque su «huésped» Melanie cambia para siempre su manera de ver el mundo. Sin embargo, para evitar en español una interpretación errónea de esta idea, es necesario comprender que la palabra huésped es utilizada según su significado biológico y no su significado social, el cual expresa una definición opuesta.
En una entrevista con la revista Vogue, Meyer dijo que un aspecto importante de su novela era la imagen física (del cuerpo). Apuntó que ella es «muy crítica» de su propio cuerpo, pero no del de otros. En La huésped, trata de hacer llegar el mensaje de «qué gran don es el de tener un cuerpo, y amarlo». Es algo que la mayoría de humanos daría por sentado antes de ser capturados, y algo de lo que Melanie es muy consciente una vez que pierde control de su cuerpo.

## Sinopsis
Melanie Stryder se niega a desaparecer. La tierra ha sido invadida por criaturas que han tomado el control de las mentes de los humanos en los que se hospedan, dejando los cuerpos intactos, y la mayor parte de la humanidad ha sucumbido. Wanderer, el «alma» invasora que habita el cuerpo de Melanie, se enfrenta al reto de vivir dentro de un humano: las emociones abrumadoras, los recuerdos demasiado intensos, pero hay una sola dificultad que Wanderer no consigue vencer: la anterior propietaria de su cuerpo lucha por retener la posesión de su mente. Melanie inunda la mente de Wanderer con visiones del hombre que ama, Jared, un humano que vive oculto, hasta el punto de que, incapaz de controlar los deseos de su cuerpo, anhela a un hombre al que jamás ha visto. Una serie de circunstancias externas las convierte en aliadas muy a su pesar y parten en busca del hombre que ambas aman a la vez.

## Personajes
- Viajera/Wanderer/Wanda: es el «alma» invasora que habita en el cuerpo de Melanie Stryder. Recibe este nombre debido al elevado número de planetas en el que ha vivido (Wanderer significa trotamundos o vagabundo en inglés), sin haber logrado asentarse en ninguno que realmente le agradara. Tiene varios miles de años de edad y su aspecto, como el de las otras «almas», es el de una criatura con forma de ciempiés plateado; pero como habita en el cuerpo de Melanie Stryder, adquiere el aspecto físico de ésta. Es apodada "Wanda" por Jeb, el tío excéntrico de Melanie. Al igual que las demás «almas» ella se inclina a hacer el bien y le desagrada cualquier tipo de violencia; se siente terriblemente culpable sobre la aflicción que su presencia le causa a los seres queridos de Melanie y vemos a lo largo de la historia cómo antepone a los demás sobre sí misma. Siente un cariño inicial por Jared (pareja de Melanie) y por Jamie (hermano menor de Melanie) debido a los recuerdos que asimila por la memoria de su anfitriona; finalmente desarrolla su propia relación con ambos así como amor por su huésped, Mel, a quien quiere como a una hermana, y cuando Mel aparenta haber desaparecido del cuerpo que ambas habitan; se ve afectada de manera increíble. Al final logra la reaparición de Mel y le promete devolver el control de su cuerpo. Se enamora de Ian O'Shea y siente culpa de no haber sido capaz de corresponder el sentimiento para estar con él antes. Más tarde, es implantada en el cuerpo de otra chica, quién es pequeña y delicada, con cabello dorado, piel con pecas, ojos plateados y con hoyuelo en su mejilla.

- Melanie Mel Stryder: es humana, tiene veinte años de edad, y logró evitar ser capturada por las «almas» durante años; viviendo en constante persecución, tras lo cual es capturada y el «alma» conocida como Wanderer es implantada en su cuerpo, ella continúa luchando aún después que Wanderer es implantada en su cuerpo, hablándole y alimentándola con sus recuerdos sobre gente que quiere, con la esperanza de que Wanderer la lleve con ellos algún día. Melanie es fuerte, siempre lo fue y durante toda la historia se muestra que la fuerza de Mel proviene del amor que le tiene a sus seres queridos. A Mel, le gusta sentirse fuerte físicamente y le recrimina a Wanderer no haberla dejado en ese estado. Es temperamental y volátil en comparación con la dócil Wanderer; está apasionadamente enamorada de otro humano llamado Jared, y comparte una fuerte relación parecida a la relación madre-hijo con su hermano menor Jamie. Llega a querer a Wanderer profundamente, como a una hermana también. Es descrita en el libro como una mujer bella, alta y atlética, de piel bronceada, cara cuadrada, cabello castaño y color de ojos avellana.

- Ian O'Shea: uno de los rebeldes humanos, Ian es uno de los primeros humanos que no trata a Wanda con hostilidad. Cree que ella es una chica inocente que no merece ser castigada por el hecho de habitar el cuerpo de Melanie. Se enamora de Wanda y se muestra extremadamente devoto para con ella. Ian no se lleva bien con Jared Howe, debido en parte al cariño que Wanda siente por éste y en parte por el deseo de Jared por lastimar a Wanda para su beneficio personal y también para vengar a Melanie creyendo que estaba muerta. Ian es la única persona que entiende la manera de pensar de Wanda y se siente responsable por ella desde que se dio cuenta de la actitud de autosacrificio del «alma». Es descrito como «ser lo suficientemente amable para ser un “alma” pero tan fuerte como solo un humano puede ser», bien parecido, de cabello oscuro y con ojos azules zafiro.

- Jared Howe: Jared es el amante de Melanie Stryder. Siempre mejora las circunstancias de los rebeldes humanos cuándo él está presente, debido a sus grandes habilidades. Es visto como amoroso y algo excitante en los recuerdos de Melanie, se vuelve muy amargado a través de la pérdida de Mel. Le guarda rencor a Wanda y es incapaz de establecer lazos de empatía con ella durante la mayor parte del libro; finalmente crea una relación más cercana con ella además de su extrema devoción por Melanie. Jared es un tanto antagónico con Ian O'Shea, porque Ian ve a Jared como un competidor por el cariño de Wanda; aunque Jared especifica que a él solo le importa Melanie termina sintiendo afecto hacia Wanda, pero jamás amor. Es descrito como físicamente bien parecido, piel bronceada, ojos color siena y cabello rubio.

- Jamie Stryder: hermano menor de Melanie, tiene catorce años de edad cuando se encuentra por primera vez con Wanda. Se ve muy afectado por la pérdida de su hermana hasta que se entera de que ella aún estaba con vida. Desarrolla una buena relación con Wanda debido a la cercanía con su hermana; al final crea un lazo fraternal con la misma Wanda. Considera a Wanda como alguien «angelical» y disfruta sus historias sobre otros planetas, es muy cercano a Jared, aunque su relación se vuelve tensa por el trato áspero de Jared con Wanda. Jamie es mostrado con un gran deseo de ser tratado como un hombre y no como un niño, cuando cae enfermo se siente incómodo cuando lo miman y abrazan; y añora ir a las incursiones con Jared y los otros hombres. Es el único que no demuestra dificultad alguna con la transferencia de Wanda a otro cuerpo, posiblemente debido a que siempre consideró a Wanda y Mel como dos entes distintos. Jamie tiene rizos negros y enmarañados, ojos color café chocolate y la piel bronceada por el trabajo que realiza en los huertos.

- Kyle O'Shea: es el testarudo hermano mayor de Ian. Durante la mayor parte del libro, siente un fuerte odio por Wanda y trata de matarla. Es descrito con una apariencia casi exacta a Ian, y también puede llegar a sonar como él cuando se encuentra calmado. Tenía una novia llamada Jodi, quién fue capturada e implantada, él trata de rescatarla quitando el «alma» de su cerebro, pero Jodi no recupera la conciencia así que reemplaza el «alma» que ha desarrollado amor por él, a través de los recuerdos de Jodi. Kyle hace las paces con Wanda en el momento en que ella le salva la vida en un intento de homicidio por parte de él.

- Jebediah Stryder Tío Jeb: es el tío excéntrico de Melanie, fue uno de los primeros humanos en sospechar de una invasión alienígena, y consecuentemente construyó un elaborado escondite en cuevas localizadas debajo del desierto de Arizona. Él cree que Wanda puede encajar con los humanos, y por ende pone a ambas partes, ella y los otros; en una situación social muy incómoda. Sin embargo, continúa convencido de que ninguno lastimará a Wanda dado su hábito de andar de un lado a otro con arma en mano y advirtiendo a unos y otros que están en «su casa, con sus reglas». Sin tomar en cuenta su conducta caprichosa, aparenta controlar todo en las cuevas y tiende a dar muy buenos consejos. Es descrito como un hombre con una barba enmarañada y ojos azules.

- Eustace Doc: un rebelde humano, alto y delgado, ha recibido entrenamiento médico y sirve como doctor a los rebeldes. Es mostrado como alguien compasivo y emotivo, sin embargo inicialmente hace sentir incómoda a Wanda, al mostrar interés en ella más como experimento científico que como persona. Tiene problemas de alcoholismo y se pone borracho constantemente para ahogar su pena cuando falla en alguna tarea médica. Tiene una débil relación con la prima de Melanie, Sharon; aunque no se especifican los problemas, parecen resolverlos al final del libro. Su nombre real es Eustace.

- La Buscadora (The Seeker): una de las «almas» invasoras. La relación entre Melanie y Wanda está basada originalmente por su odio común hacía la Buscadora, quién es descrita, por las generalmente gentiles, «almas» como alguien irritante. Se burla de Wanda por no ser capaz de expulsar completamente el espíritu de Melanie de su cuerpo huésped. Después es revelado que la razón detrás de este comportamiento, es su propia inseguridad por no haber sido capaz de expulsar completamente el espíritu del cuerpo de su huésped previo; de forma similar al predicamento de Wanda.

- Magnolia Maggie Stryder: es la hermana de Jeb y la madre de Sharon. Muestra cierta hostilidad hacia Wanda y nunca la acepta. Su hija Sharon sigue sus pasos. Cuando Wanda es insertada en el cuerpo de Pet, no puede resistirse a los encantos de esta, pero aún muestra desagrado hacia ella.

- Sharon: es la hija de Maggie, no le agrada a Wanda, y al igual que su madre no puede resistirse a los encantos de Wanda al ser insertada en el cuerpo de Pet. Tiene una relación inestable con Doc. Su madre los unió.

- Jodi: es la novia de Kyle, que fue capturada por las Almas e insertada.

- Sunny: Sunny (Sol, en la versión en español) es el alma insertada en Jodi. Cuando Kyle lleva a Sunny a las cuevas con la esperanza de recuperar a Jodi, se enteran de que Jodi ya no estaba ahí y Sunny es insertada de nuevo en el cuerpo de Jodi. Sunny ama a Kyle y está a su lado cada vez que tiene la oportunidad. Es muy dulce y tímida.

- Kathy: es la acomodadora asignada a Wanderer. Es la compañera de Curt. Ella estuvo entre las primeras almas que invadieron la tierra junto con su esposo, este hecho hace que Wanderer sienta más respeto hacia ella. Kathy derriba las defensas de Wanderer al afirmar que el amor que su anfitrión sentía hacia el anfitrión de Curt se había transmitido a ellos y por eso habían decidido ser compañeros.

- Curt: es el jefe de Wanderer en la universidad de San Diego y compañero de Kathy. Junto a su esposa, fue una de las primeras almas en la tierra.

- Fords Deep Waters: es el sanador que inserta a Wanderer en el cuerpo de Melanie. Es un alma bondadosa que teme por todo lo que Wanderer ha de sufrir al ser insertada en el cuerpo de Melanie.

- Darren: es el asistente del sanador, mencionado al principio del libro, ayuda al sanador en la inserción de Wanderer en el cuerpo de Melanie, que conserva el nombre del humano cuyo cuerpo habita.

- Burns Living Flowers: es el alma que Wanda y los demás conocen al final del libro. Se llama a sí mismo y a Wanderer «nativos», debido a que abandonan la sociedad de las almas por aprecio a humanos. Habita con una célula rebelde y es llamado cariñosamente Burns.

- Lacey: es la humana anfitriona de la buscadora asignada a Wanda. Es ruidosa y quejosa, no muy diferente a la Buscadora en cuanto a carácter.

## Secuelas en potencia
- The Seeker
- The Soul

Stephenie Meyer mencionó, en marzo de 2008, que la secuela de La huésped estaba «casi lista»; también dijo en una entrevista, que si se publican; las secuelas serían: primero The Seeker (La buscadora en español) y después The Soul (El alma). Sin embargo, en una entrevista posterior reconoció que no iba a publicar una secuela diciendo «es un mundo peligroso y no me sentiria cómoda matando a alguien [personajes]»

## Adaptación cinematográfica
En 2013 se realizó una adaptación cinematográfica de la novela, protagonizada por Saoirse Ronan.